# FAKA (Kunstkollektiv)
FAKA ist ein 2015 von Fela Gucci and Desire Marea in Johannesburg gegründetes Kunstkollektiv, das Performances auf dem Hintergrund von Queerness in Afrika produziert. Sie wurden in Deutschland durch ihren Auftritt auf der 9. Berlin Biennale 2016 bekannt. Weltweit sind sie durch Videos auf YouTube und ihre EPs bekannt sowie durch ihre Auftritte auf Festivals. In Johannesburg veranstalten sie Nightclubevents unter dem Titel Cunty Power.

## Name des Kollektivs
Der Name des Kunstkollektivs, FAKA, stammt aus der Sprache der Zulu und bedeutet wörtlich "eindringen und besetzen". FAKA möchte dabei das Eindringen nicht nur als sexuelle Anspielung verstanden wissen, sondern explizit auch als Akt des Eindringens in exklusionistische Räume. Der Name ihrer Webseite Siyakaka kann frei mit "Wir scheißen auf alles" übersetzt werden, wobei die Originalversion offener in Hinblick darauf bleibt, was dieses "alles" sein könnte und bei Leserinnen und Hörerinnen Fragen danach auslöst, auf wen oder was hier "geschissen" wird. Über die Webseite hinaus steht Siyakaka für eine im weitesten Sinne feministische Ideologie, die sich insbesondere mit Weiblichkeit im queeren Kontext befasst.

## Kunststil
Musik ist ein wichtiger Teil der Kunst von FAKA, aber auch andere ästhetische Dimensionen wie Mode und das performative Element an sich sind Teil ihres Kunstausdrucks, der sich auch auf die Sparten Literatur, Videokunst und Fotografie erstreckt.
Auch die Künstler selbst sind in gewisser Weise Teil ihrer eigenen Kunst und ihr Schaffen lässt sich nicht in die gewohnten Kategorien und Definitionen einordnen. Ihre Musik inkorporiert die rhythmischen Elemente von House und Gqom, eines elektronischen Tanzmusikstils aus Afrika; sie arbeitet mit Loops und Chants. Die Texte der Stücke gelten als gleichermaßen geistreich-witzig wie durchdacht und werden oft in Varianten des Sprechgesangs performt. Fela Gucci und Desire Marea benennen ihre frühen Erfahrungen mit Gospel und Kwaito als prägende Einflüsse auf ihr Musikverständnis.
FAKA wird auch als eine über die Auftritte des Kollektivs hinausgehende kulturelle Bewegung verstanden, die die in Südafrika dominante Cis-Hetero-Perspektive unterwandert. In allen Bereichen ihrer Kunst fordern FAKA bestehende soziale Strukturen im postkolonialen Afrika heraus, in dem sie ihre eigene Erfahrung als queere Menschen aus diesem gesellschaftlichen Kontext in Bilder und Narrative stolz und freudig gelebter nichtbinärer Geschlechtsidentitäten übersetzen. Sie verstören mit ihrer Kunst das bestehende Vorurteil, dass Queerness nicht mit afrikanischen kulturellen Kontexten vereinbar sei.

## Musikveröffentlichungen
- 2016 Bottoms Revenge (EP)
- 2017 Amaqhawe (EP)

## Festivalauftritte (Auswahl)
- 2016 Unsound Festival in Krakau, Berlin Biennale
- 2017 Digging the Global South in Köln, FLOW Festival in Helsinki
- 2018 Insomnia Festival in Tromsø, Hyperreality Festival for Club Culture im Rahmen der Wiener Festwochen, Nyege Nyege Festival am Nile Discovery Beach in Uganda
- 2019 100 Jahre Bauhaus in Berlin, Puch Open Air, Le Guess Who in Utrecht, Kampnagel Sommerfestival in Hamburg